# Journal for General Philosophy of Science
Das Journal for General Philosophy of Science / Zeitschrift für allgemeine Wissenschaftstheorie ist eine englischsprachige wissenschaftstheoretische Zeitschrift.
Das Journal wurde von Alwin Diemer, Lutz Geldsetzer und Gert König gegründet und erschien erstmals im Jahre 1970 unter dem Namen Zeitschrift für allgemeine Wissenschaftstheorie / Journal for General Philosophy of Science beim Franz Steiner Verlag in Wiesbaden. Ab 1990 wurde die Zeitschrift von Kluwer Academic Publishers (heute: Springer) in Dordrecht unter dem jetzigen Namen weitergeführt. Seit 2017 wird die Zeitschrift von Claus Beisbart (Universität Bern), Helmut Pulte (Ruhr-Universität Bochum) und Thomas Reydon (Leibniz Universität Hannover) herausgegeben.
Die Zeitschrift veröffentlicht Artikel aller wissenschaftstheoretischen Richtungen und zu allen philosophischen Themen, die für die Natur- und Geisteswissenschaften von Bedeutung sind. Insbesondere ist sie ein Ort für die Publikation von Beiträgen, die dem Wissenschaftsverständnis im Allgemeinen, der Wechselwirkung und den Interdependenzen von Natur- und Geisteswissenschaften sowie der Geschichte der Wissenschaftstheorie von der Antike bis zum 20. Jahrhundert gewidmet sind.
Die Zeitschrift besteht überwiegend aus Forschungsartikeln. Zudem umfasst sie einen Diskussionsteil zu aktuellen Themen, einen Teil mit Konferenz-, Länder- und Themenberichten sowie einen Rezensionsteil.